# Ropicosybra multipunctata
Ropicosybra multipunctata är en skalbaggsart som först beskrevs av Maurice Pic 1927.  Ropicosybra multipunctata ingår i släktet Ropicosybra och familjen långhorningar. Inga underarter finns listade i Catalogue of Life.